# T-Center

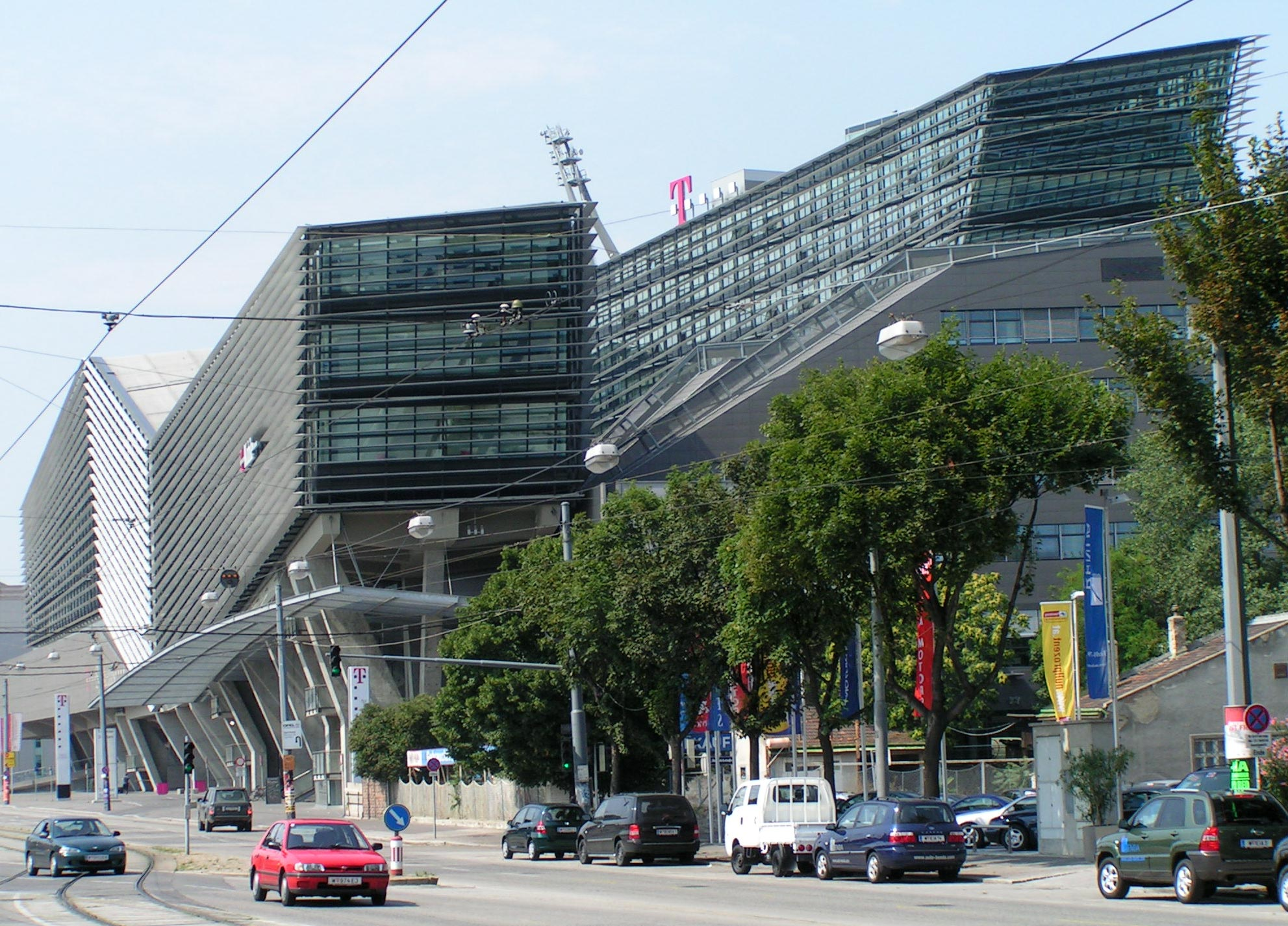
Südöstliche Nahansicht des T-Centers vom Rennweg aus

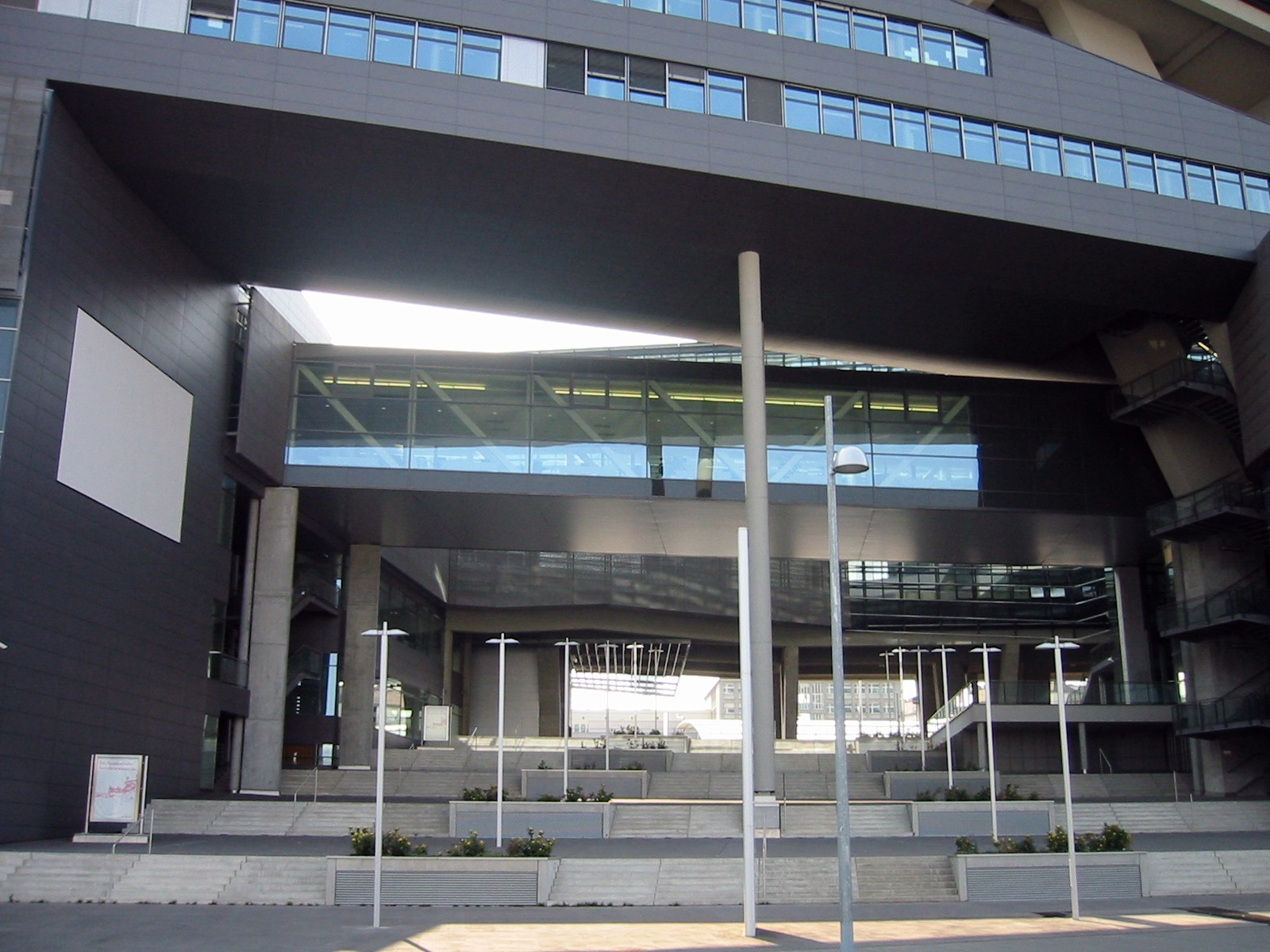
Ein Durchgang verbindet den Rennweg mit der Marianne-Hainisch-Gasse

Das T-Center ist ein Bürogebäude im Stadtteil Sankt Marx im 3. Wiener Gemeindebezirk Landstraße, das in den Jahren 2002 bis 2004 nach Entwürfen der österreichischen Architekten Günther Domenig, Hermann Eisenköck und Herfried Peyker für die Deutsche Telekom erbaut wurde.

## Geschichte
Der Baubeginn des T-Centers im Jahr 2002 stellte einen der Ausgangspunkte für eine neue städtebauliche Entwicklung im Bereich des ehemaligen Viehmarkts und Schlachthofs im Wiener Stadtteil Sankt Marx dar. Erbaut nach Plänen des Architekten Günther Domenig und seines Teams (Hermann Eisenköck, Herfried Peyker), konnten nach 26-monatiger Bauzeit im Frühjahr 2004 die ersten Büros bezogen werden. Die Nutzer der Büroflächen sind die Deutsche-Telekom-Tochtergesellschaften Magenta Telekom, T-Systems, der Bankensoftware-Hersteller Software Daten Service, Telering und nach der Übernahme durch T-Mobile seit Mitte 2018 auch die UPC Austria. Im Erdgeschoß befinden sich zudem einige öffentlich zugängliche gastronomische Betriebe. Es werden auch Führungen durch das T-Center, zu Bürozeiten und nach Vereinbarung, von Montag bis Freitag abgehalten.
Anlässlich der Einführung der neuen Marke Magenta wurde am T-Center die mit einer Fläche von 16.000 m² und 34.000 LEDs drittgrößte LED-Fassade der Welt eingeweiht.

## Kritik und Auszeichnungen
Aufgrund der unkonventionellen Form und der Nutzung unverputzter Betonflächen fand das T-Center rasch über die Stadtgrenzen hinausgehend Beachtung, in der Bevölkerung wurde das Gebäude aber auch durchaus kontrovers diskutiert.
Günther Domenig und sein Team erhielten für das T-Center folgende Auszeichnungen:
- 2004: Otto Wagner Städtebaupreis
- 2006: Österreichischer Staatspreis für Architektur
- 2006: The Chicago Athenaeum International Architecture Award

## Daten
Das T-Center verfügt über eine Büro-Nutzfläche von 119.000 m² für rund 3000 Angestellte, bei einer Brutto-Nutzfläche von 134.000 m². Bei einer Länge von 255 Metern erreicht das Gebäude an der höchsten Stelle 60 Meter.